# Geórgios Kassapídis
Geórgios Kassapídis (en grec Γεώργιος Δημοσθένη Κασαπίδης), né en 1971 à Kozani en Grèce, est un homme politique grec.

## Biographie
Aux élections législatives grecques de janvier 2015, il est élu député au Parlement grec sur la liste de la Nouvelle Démocratie dans la circonscription de Kozani.